# Îles de Stagnone
Les îles de Stagnone, en italien isole dello Stagnone, sont un groupe d'îles, d'îlots et de rochers italiens, situés sur la côte ouest de la Sicile.

## Description
L'archipel fait partie de la réserve naturelle régionale des îles de Stagnone di Marsala. Il est composé principalement de l'île Grande, de l'île La Scuola, de l'île Santa Maria et de l'île San Pantaleo (l'antique Motyé).

## Galerie

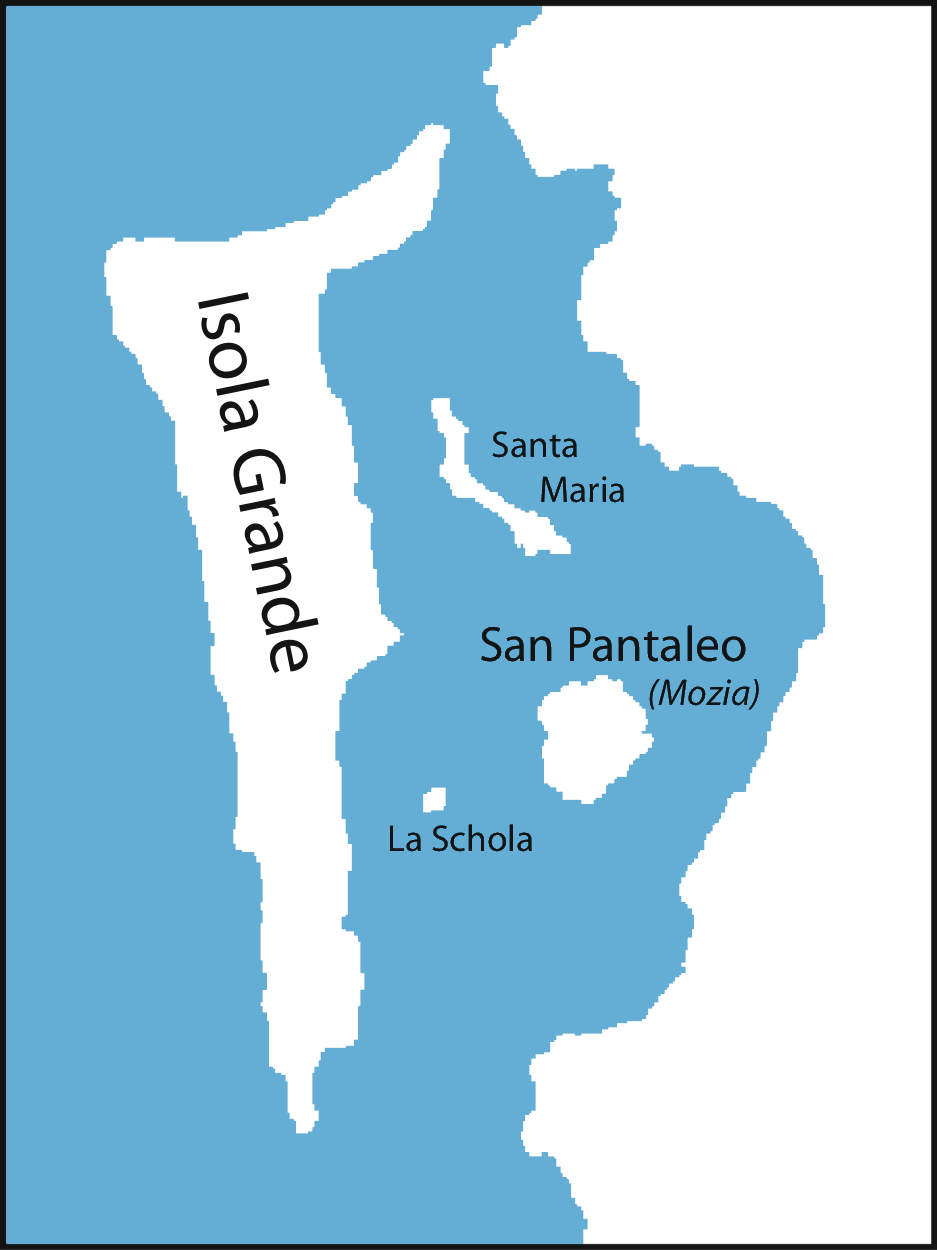
Les îles de Stagnone
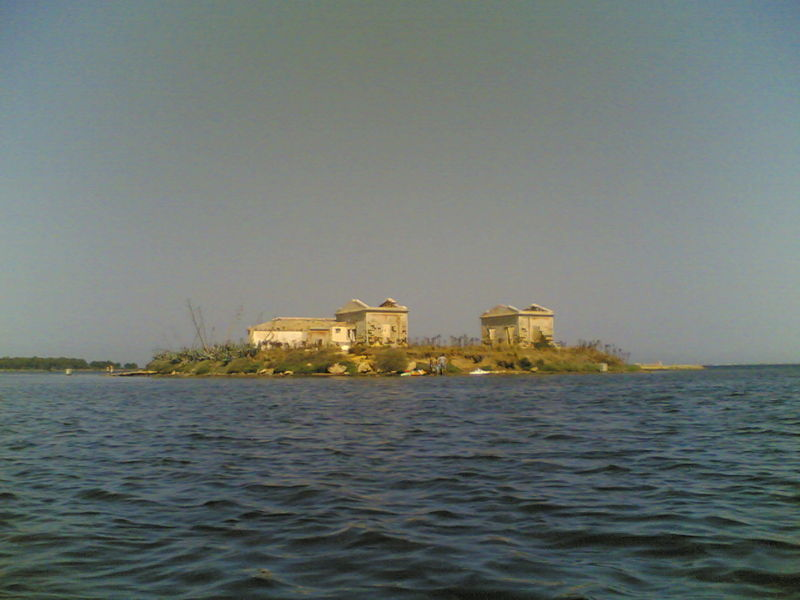
La Scola
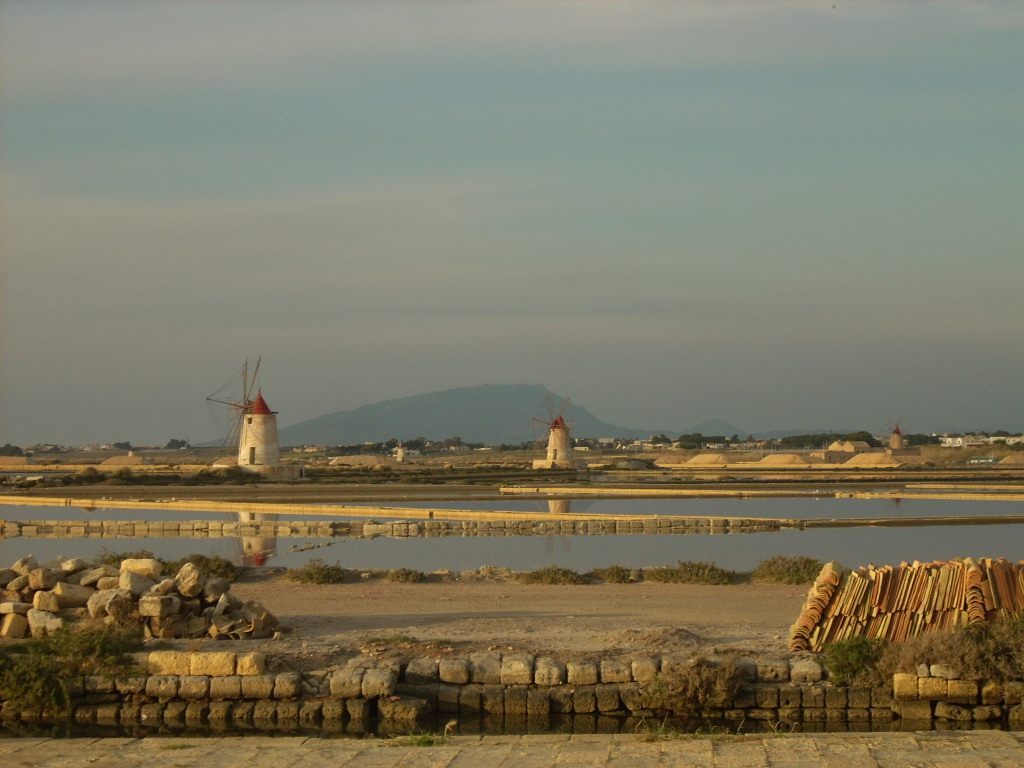
Moulin dans la lagune de Stagnone